# Jumellea pachyceras
Jumellea pachyceras är en orkidéart som beskrevs av Rudolf Schlechter. Jumellea pachyceras ingår i släktet Jumellea och familjen orkidéer. Inga underarter finns listade i Catalogue of Life.